# Maureen Koster
Maureen Koster (Gouda, 3 de julio de 1992) es una atleta neerlandesa especializada en la prueba de 3000 m, en la que consiguió ser medallista de bronce europea en pista cubierta en 2015.

## Carrera deportiva
En el Campeonato Europeo de Atletismo en Pista Cubierta de 2015 ganó la medalla de bronce en los 3000 metros, con un tiempo de 8:51.64 segundos, tras la rusa Yelena Korobkina y la bielorrusa Sviatlana Kudzelich.